# International Champions Cup 2013
La International Champions Cup 2013 conocida también como la Copa Internacional de Campeones es un torneo de exhibición de Fútbol, que se jugó del 27 de julio al 7 de agosto de 2013. Este torneo reemplazó al Reto Mundial de Fútbol y se jugó íntegramente en los Estados Unidos, a excepción de un partido en Valencia, España. 
El 16 de abril de 2013 se confirmó la presencia de Los Ángeles Galaxy de los Estados Unidos, la Juventus Football Club y el F. C. Internazionale Milano de Italia, y el Real Madrid Club de Fútbol de España. Seguidamente también confirmaron su presencia en el torneo el Chelsea Football Club y el Everton Football Club de Inglaterra, el Valencia Club de Fútbol de España y la Associazione Calcio Milan de Italia.
Fox Soccer, Fox Sports y ESPN transmitieron los partidos bajo cobertura mundial, mientras que en España pudieron seguirse a través de la plataforma digital Gol Televisión.

## Sedes
| Estados Unidos  | Estados Unidos    | Estados Unidos | Estados Unidos   | Estados Unidos        | Estados Unidos | España           |
| East Rutherford | Indianápolis      | Los Ángeles    | Miami Gardens    | Phoenix               | San Francisco  | Valencia         |
| --------------- | ----------------- | -------------- | ---------------- | --------------------- | -------------- | ---------------- |
| MetLife Stadium | Lucas Oil Stadium | Dodger Stadium | Sun Life Stadium | University of Phoenix | AT&T Park      | Estadio Mestalla |
|                 |                   |                |                  |                       |                |                  |

## Participantes
| País           | Equipo             | Ciudad      | Confederación | Liga                |
| -------------- | ------------------ | ----------- | ------------- | ------------------- |
| Inglaterra     | Chelsea            | Londres     | UEFA          | Premier League      |
| Inglaterra     | Everton            | Liverpool   | UEFA          | Premier League      |
| Italia         | Milan              | Milán       | UEFA          | Serie A             |
| Italia         | Inter              | Milán       | UEFA          | Serie A             |
| Italia         | Juventus           | Turín       | UEFA          | Serie A             |
| España         | Real Madrid        | Madrid      | UEFA          | Liga BBVA           |
| España         | Valencia           | Valencia    | UEFA          | Liga BBVA           |
| Estados Unidos | Los Ángeles Galaxy | Los Ángeles | CONCACAF      | Major League Soccer |

## Formato
El torneo contó con dos grupos de cuatro equipos cada uno a semejanza de las competiciones americanas: el este y el oeste, repartidos equitativamente según la procedencia de los mismos. En total fueron un equipo español, uno inglés y uno italiano por cada conferencia o grupo, a excepción del italiano (con un representante más en el torneo) que tuvo dos en el Este, más el único representante americano localizado en el Oeste.
La posición en la ronda de campeonato es determinada por el lugar en el cuadro:
- Los partidos que queden empatados en el tiempo reglamentario, serán definidos por tiros penales.
- Dos puntos serán otorgados por una victoria, un punto por una derrota tiro penal, y ningún punto por una derrota en tiempo reglamentario.
- Desempates:
  - Frente a frente
  - Diferencia de goles
  - Goles marcados
  - Goles en contra

### Grupos
| Este                 | Oeste              |
| -------------------- | ------------------ |
| A. C. Milan          | Los Ángeles Galaxy |
| Valencia C. F.       | Real Madrid C. F.  |
| Chelsea F. C.        | Everton F. C.      |
| F. C. Internazionale | Juventus F. C.     |

## Cuadro
|  | Quinto puesto                 | Quinto puesto                 |                                     |                | Crossover                    | Crossover                    |                             |                             | Cuartos de final                 | Cuartos de final |               |             | Semifinales                   | Semifinales                   |  |  | Final                         | Final                         |
|  |                               |                               |                                     |                |                              |                              |                             |                             |                                  |                  |               |             |                               |                               |  |  |                               |                               |
|  |                               |                               |                                     |                |                              |                              |                             |                             | 27 de julio, Estadio de Mestalla |                  |               |             |                               |                               |  |  |                               |                               |
|  |                               |                               |                                     |                |                              |                              |                             |                             |                                  |                  |               |             |                               |                               |  |  |                               |                               |
|  | 6 de agosto, Sun Life Stadium | 6 de agosto, Sun Life Stadium |                                     |                | 4 de agosto, MetLife Stadium | 4 de agosto, MetLife Stadium |                             |                             | A. C. Milan                      | 2                |               |             | 4 de agosto, MetLife Stadium  | 4 de agosto, MetLife Stadium  |  |  | 7 de agosto, Sun Life Stadium | 7 de agosto, Sun Life Stadium |
|  | 6 de agosto, Sun Life Stadium | 6 de agosto, Sun Life Stadium |                                     |                | 4 de agosto, MetLife Stadium | 4 de agosto, MetLife Stadium |                             |                             | A. C. Milan                      | 2                |               |             | 4 de agosto, MetLife Stadium  | 4 de agosto, MetLife Stadium  |  |  | 7 de agosto, Sun Life Stadium | 7 de agosto, Sun Life Stadium |
|  | 6 de agosto, Sun Life Stadium | 6 de agosto, Sun Life Stadium |                                     |                | 4 de agosto, MetLife Stadium | 4 de agosto, MetLife Stadium | Valencia C. F.              | 1                           |                                  |                  |               |             | 4 de agosto, MetLife Stadium  | 4 de agosto, MetLife Stadium  |  |  | 7 de agosto, Sun Life Stadium | 7 de agosto, Sun Life Stadium |
|  | 6 de agosto, Sun Life Stadium | 6 de agosto, Sun Life Stadium |                                     | Valencia C. F. | 4                            |                              | Valencia C. F.              | 1                           |                                  |                  |               | A. C. Milan | 0                             |                               |  |  | 7 de agosto, Sun Life Stadium | 7 de agosto, Sun Life Stadium |
|  | 6 de agosto, Sun Life Stadium | 6 de agosto, Sun Life Stadium | 1 de agosto, Lucas Oil Stadium      | Valencia C. F. | 4                            |                              |                             |                             |                                  |                  |               | A. C. Milan | 0                             |                               |  |  | 7 de agosto, Sun Life Stadium | 7 de agosto, Sun Life Stadium |
|  | 6 de agosto, Sun Life Stadium | 6 de agosto, Sun Life Stadium |                                     |                | F. C. Internazionale         | 0                            |                             |                             | Chelsea F. C.                    | 2                |               |             |                               |                               |  |  | 7 de agosto, Sun Life Stadium | 7 de agosto, Sun Life Stadium |
|  | 6 de agosto, Sun Life Stadium | 6 de agosto, Sun Life Stadium | Chelsea F. C.                       | 2              | F. C. Internazionale         | 0                            |                             |                             | Chelsea F. C.                    | 2                |               |             |                               |                               |  |  | 7 de agosto, Sun Life Stadium | 7 de agosto, Sun Life Stadium |
|  | 6 de agosto, Sun Life Stadium | 6 de agosto, Sun Life Stadium | Chelsea F. C.                       | 2              |                              |                              |                             |                             |                                  |                  |               |             |                               |                               |  |  | 7 de agosto, Sun Life Stadium | 7 de agosto, Sun Life Stadium |
|  | 6 de agosto, Sun Life Stadium | 6 de agosto, Sun Life Stadium |                                     |                | F. C. Internazionale         | 0                            |                             |                             |                                  |                  |               |             |                               |                               |  |  | 7 de agosto, Sun Life Stadium | 7 de agosto, Sun Life Stadium |
|  | Valencia C. F.                | 1                             |                                     |                | F. C. Internazionale         | 0                            | Chelsea F. C.               | 1                           |                                  |                  |               |             |                               |                               |  |  |                               |                               |
|  | Valencia C. F.                | 1                             | 31 de julio, AT&T Park              |                |                              |                              | Chelsea F. C.               | 1                           |                                  |                  |               |             |                               |                               |  |  |                               |                               |
|  | Everton F. C.                 | 0                             |                                     |                | Real Madrid C. F.            | 3                            |                             |                             |                                  |                  |               |             |                               |                               |  |  |                               |                               |
|  | Everton F. C.                 | 0                             | Juventus F. C.                      | 1 (5)          | Real Madrid C. F.            | 3                            |                             |                             |                                  |                  |               |             |                               |                               |  |  |                               |                               |
|  |                               |                               | Juventus F. C.                      | 1 (5)          | 3 de agosto, Dodger Stadium  | 3 de agosto, Dodger Stadium  | 3 de agosto, Dodger Stadium | 3 de agosto, Dodger Stadium |                                  |                  |               |             |                               |                               |  |  |                               |                               |
|  |                               |                               | Everton F. C. (p.)                  | 1 (6)          | 3 de agosto, Dodger Stadium  | 3 de agosto, Dodger Stadium  | 3 de agosto, Dodger Stadium | 3 de agosto, Dodger Stadium |                                  |                  |               |             |                               |                               |  |  |                               |                               |
|  | Séptimo puesto                | Séptimo puesto                | Everton F. C. (p.)                  | 1 (6)          | Juventus F. C.               | 1                            |                             |                             |                                  |                  | Everton F. C. | 1           | Tercer puesto                 | Tercer puesto                 |  |  |                               |                               |
|  | Séptimo puesto                | Séptimo puesto                | 1 de agosto, Universidad de Phoenix |                | Juventus F. C.               | 1                            |                             |                             |                                  |                  | Everton F. C. | 1           | Tercer puesto                 | Tercer puesto                 |  |  |                               |                               |
|  | 6 de agosto, Sun Life Stadium | 6 de agosto, Sun Life Stadium |                                     |                | Los Ángeles Galaxy           | 3                            |                             |                             | Real Madrid C. F.                | 2                |               |             | 7 de agosto, Sun Life Stadium | 7 de agosto, Sun Life Stadium |  |  |                               |                               |
|  | F. C. Internazionale (p.)     | 1 (9)                         | Real Madrid C. F.                   | 3              | Los Ángeles Galaxy           | 3                            | A. C. Milan                 | 2                           | Real Madrid C. F.                | 2                |               |             |                               |                               |  |  |                               |                               |
|  | F. C. Internazionale (p.)     | 1 (9)                         | Real Madrid C. F.                   | 3              |                              |                              | A. C. Milan                 | 2                           |                                  |                  |               |             |                               |                               |  |  |                               |                               |
|  | Juventus F. C.                | 1 (8)                         |                                     |                | Los Ángeles Galaxy           | 1                            |                             |                             | Everton                          | 0                |               |             |                               |                               |  |  |                               |                               |
|  | Juventus F. C.                | 1 (8)                         |                                     |                | Los Ángeles Galaxy           | 1                            |                             |                             | Everton                          | 0                |               |             |                               |                               |  |  |                               |                               |

## Enfrentamientos

### Grupo Oeste
| N.º | Equipo            | J | G | E | P | GF | GA | Dif. | Pts | Clasificado a partido |
| --- | ----------------- | - | - | - | - | -- | -- | ---- | --- | --------------------- |
| 1   | Real Madrid C. F. | 2 | 2 | 0 | 0 | 5  | 2  | +3   | 4   | Final                 |
| 2   | Chelsea           | 2 | 1 | 0 | 1 | 4  | 4  | 0    | 2   | Segundo Puesto        |
| 3   | Milan             | 2 | 0 | 1 | 1 | 2  | 3  | –1   | 1   | Tercer puesto         |
| 4   | Everton           | 2 | 0 | 1 | 1 | 2  | 4  | –2   | 1   | Cuarto puesto         |

#### Ronda 1
| 31 de julio de 2013, 20:00 (UTC-7) | Juventus F. C.                                               | 1:1 (0:0) (5:6 p.)         | Everton F. C.                                                       | AT&T Park, San Francisco    |                             |
|                                    | Asamoah 80'                                                  | Reporte                    | Mirallas 60'                                                        | Árbitro(s): Ricardo Salazar | Árbitro(s): Ricardo Salazar |
|                                    |                                                              | Tiros desde el punto penal |                                                                     |                             |                             |
|                                    | - Matri - Asamoah - Vučinić - Vidal - Pirlo - Motta - Peluso |                            | - Osman - Barkley - Mirallas - Jagielka - Oviedo - Stones - Coleman |                             |                             |

| 1 de agosto de 2013, 19:30 (UTC-7) | Real Madrid C. F.              | 3:1 (1:0) | Los Ángeles Galaxy | University of Phoenix Stadium, Phoenix                  |                                                         |
|                                    | Di María 15' · Benzema 51' 74' | Reporte   | Villarreal 63'     | Asistencia: 40 000 espectadores Árbitro(s): Juan Guzmán | Asistencia: 40 000 espectadores Árbitro(s): Juan Guzmán |

#### Ronda 2 (ganadores de la Ronda 1)
| 3 de agosto de 2013, 17:00 (UTC-7) | Everton F. C. | 1:2 (0:2) | Real Madrid C. F.                | Dodger Stadium, Los Ángeles                                  |                                                              |
|                                    | Jelavić 61'   | Reporte   | Cristiano Ronaldo 17' · Özil 31' | Asistencia: 40 000 espectadores Árbitro(s): Baldomero Toledo | Asistencia: 40 000 espectadores Árbitro(s): Baldomero Toledo |

#### Ronda 2 (perdedores de la Ronda 1)
| 3 de agosto de 2013, 19:30 (UTC-7) | Juventus F. C. | 1:3 (0:1) | Los Ángeles Galaxy                        | Dodger Stadium, Los Ángeles     |                                 |
|                                    | Matri 39'      | Reporte   | O. González 36' · Donovan 60' · Keane 88' | Asistencia: 40 000 espectadores | Asistencia: 40 000 espectadores |

### Grupo Este
| N.º | Equipo               | J | G | E | P | GF | GC | Dif. | Pts | Clasificado a partido |
| --- | -------------------- | - | - | - | - | -- | -- | ---- | --- | --------------------- |
| 1   | Chelsea F. C.        | 2 | 2 | 0 | 0 | 4  | 0  | +4   | 4   | Final                 |
| 2   | A. C. Milan          | 2 | 1 | 0 | 1 | 2  | 3  | –1   | 2   | Tercer puesto         |
| 3   | Valencia C. F.       | 2 | 1 | 0 | 1 | 5  | 2  | +3   | 2   | Quinto puesto         |
| 4   | F. C. Internazionale | 2 | 0 | 0 | 2 | 0  | 6  | –6   | 0   | Séptimo Puesto        |

#### Ronda 1
| 27 de julio de 2013, 14:00 (UTC-5) | Valencia C. F. | 1:2 (0:2) | A. C. Milan               | Estadio de Mestalla, Valencia                                   |                                                                 |
|                                    | Parejo 53'     | Reporte   | Robinho 22' · De Jong 38' | Asistencia: 17 000 espectadores Árbitro(s): Carbonell Hernández | Asistencia: 17 000 espectadores Árbitro(s): Carbonell Hernández |

| 1 de agosto de 2013, 20:00 (UTC-5) | Chelsea F. C.                 | 2:0 (2:0) | F. C. Internazionale | Lucas Oil Stadium, Indianápolis                           |                                                           |
|                                    | Oscar 13' · Hazard 29' (pen.) | Reporte   |                      | Asistencia: 41 983 espectadores Árbitro(s): Ismail Elfath | Asistencia: 41 983 espectadores Árbitro(s): Ismail Elfath |

#### Ronda 2 (ganadores de la Ronda 1)
| 4 de agosto de 2013, 18:30 (UTC-5) | A. C. Milan | 0:2 (0:1) | Chelsea F. C.                | MetLife Stadium, Nueva York                        |                                                    |
|                                    |             | Reporte   | De Bruyne 29' · Schürrle 92' | Asistencia: 39 764 espectadores Árbitro(s): Rivera | Asistencia: 39 764 espectadores Árbitro(s): Rivera |

#### Ronda 2 (perdedores de la Ronda 2)
| 4 de agosto de 2013, 16:00 (UTC-5) | Valencia C. F.                        | 4:0 (2:0) | F. C. Internazionale | MetLife Stadium, Nueva York                               |                                                           |
|                                    | Banega 7' · Viera 34' 90' · Jonas 56' | Reporte   |                      | Asistencia: 39 764 espectadores Árbitro(s): Mark Kadlecik | Asistencia: 39 764 espectadores Árbitro(s): Mark Kadlecik |

## Ronda de Campeonato

### Séptimo Puesto
| 6 de agosto de 2013, 18:30 (UTC-5) | F. C. Internazionale                                                                                        | 1:1 (1:0) (9:8 p.)         | Juventus F. C.                                                                                       | Sun Life Stadium, Miami |  |
|                                    | Álvarez 29'                                                                                                 |                            | Vidal 44'                                                                                            |                         |  |
|                                    | | Tiros desde el punto penal | |                         |  |
|                                    | - Guarín - Ranocchia - Ricky Álvarez - Icardi - Belfodil - Olsen - Andreolli - Pereira - Jonathan - Carrizo |                            | - Giovinco - Marchisio - Llorente - Pirlo - Vidal - Ogbonna - Cáceres - Chiellini - De Ceglie - Isla |                         |  |

### Quinto Puesto
| 6 de agosto de 2013, 21:00 (UTC-5) | Valencia C. F. | 1:0 (0:0) | Everton F. C. | Sun Life Stadium, Miami |  |
|                                    | Míchel 52'     |           |               |                         |  |

### Tercer Puesto
| 7 de agosto de 2013, 18:30 (UTC-5) | A. C. Milan               | 2:0 (2:0) | Los Ángeles Galaxy | Sun Life Stadium, Miami |  |
|                                    | Balotelli 17' · Niang 40' | Reporte   |                    |                         |  |

### Final
| 7 de agosto de 2013, 21:00 (UTC-5) | Chelsea F. C. | 1:3 (1:2) | Real Madrid C. F.                       | Sun Life Stadium, Miami                                     |                                                             |
|                                    | Ramires 17'   | Reporte   | Marcelo 14' · Cristiano Ronaldo 31' 57' | Asistencia: 67 273 espectadores Árbitro(s): Edvin Jurisevic | Asistencia: 67 273 espectadores Árbitro(s): Edvin Jurisevic |

| Spain                                 |
| Campeón Real Madrid C. F. 3.er título |

## Estadísticas

### Goleadores
- Actualizado al último encuentro jugado el 7 de agosto de 2013.

| Jugador           | Selección            | Goles | Asistencias | Minutos |
| ----------------- | -------------------- | ----- | ----------- | ------- |
| Cristiano Ronaldo | Real Madrid C. F.    | 3     | 2           | 199'    |
| Jonathan Viera    | Valencia C. F.       | 2     | 1           | 136'    |
| Karim Benzema     | Real Madrid C. F.    | 2     | 0           | 182'    |
| Robbie Keane      | Los Ángeles Galaxy   | 1     | 1           | 45'     |
| Ángel Di María    | Real Madrid C. F.    | 1     | 1           | 156'    |
| Eden Hazard       | Chelsea F. C.        | 1     | 1           | 231'    |
| Nikica Jelavić    | Everton F. C.        | 1     | 0           | 30'     |
| André Schürrle    | Chelsea F. C.        | 1     | 0           | 37'     |
| Alessandro Matri  | Juventus F. C.       | 1     | 0           | 52'     |
| M'Baye Niang      | A. C. Milan          | 1     | 0           | 65'     |
| Landon Donovan    | Los Ángeles Galaxy   | 1     | 0           | 82'     |
| Robinho           | A. C. Milan          | 1     | 0           | 90'     |
| Omar González     | Los Ángeles Galaxy   | 1     | 0           | 90'     |
| Oscar dos Santos  | Chelsea F. C.        | 1     | 0           | 91'     |
| Kevin De Bruyne   | Chelsea F. C.        | 1     | 0           | 91'     |
| Mario Balotelli   | A. C. Milan          | 1     | 0           | 127'    |
| Míchel Herrero    | Valencia C. F.       | 1     | 0           | 134'    |
| Marcelo Vieira    | Real Madrid C. F.    | 1     | 0           | 135'    |
| José Villarreal   | Los Ángeles Galaxy   | 1     | 0           | 135'    |
| Dani Parejo       | Valencia C. F.       | 1     | 0           | 153'    |
| Kwadwo Asamoah    | Juventus F. C.       | 1     | 0           | 160'    |
| Jonas Gonçalves   | Valencia C. F.       | 1     | 0           | 199'    |
| Ricky Álvarez     | F. C. Internazionale | 1     | 0           | 200'    |
| Ever Banega       | Valencia C. F.       | 1     | 0           | 206'    |
| Nigel de Jong     | A. C. Milan          | 1     | 0           | 208'    |
| Ramires           | Chelsea F. C.        | 1     | 0           | 208'    |
| Kevin Mirallas    | Everton F. C.        | 1     | 0           | 214'    |
| Arturo Vidal      | Juventus F. C.       | 1     | 0           | 223'    |

| Lista completa | Lista completa     | Lista completa | Lista completa | Lista completa |
| --- | ------------------ | -------------- | -------------- | -------------- |
| \| Jugador \| Selección \| \| \| \| \| -------------------- \| ------------------ \| - \| - \| ---- \| \| Victor Moses \| Chelsea F. C. \| 0 \| 2 \| 135' \| \| Andrea Poli \| A. C. Milan \| 0 \| 2 \| 180' \| \| Isco \| Real Madrid C. F. \| 0 \| 2 \| 225' \| \| Paco Alcácer \| Valencia C. F. \| 0 \| 1 \| 90' \| \| Aly Cissokho \| Valencia C. F. \| 0 \| 1 \| 90' \| \| Romelu Lukaku \| Chelsea F. C. \| 0 \| 1 \| 109' \| \| Juninho \| Los Ángeles Galaxy \| 0 \| 1 \| 128' \| \| Kevin-Prince Boateng \| A. C. Milan \| 0 \| 1 \| 166' \| \| Darron Gibson \| Everton F. C. \| 0 \| 1 \| 169' \| \| Steven Naismith \| Everton F. C. \| 0 \| 1 \| 180' \| \| Javi Fuego \| Valencia C. F. \| 0 \| 1 \| 180' \| \| Luka Modrić \| Real Madrid C. F. \| 0 \| 1 \| 191' \| |                    |                |                |                |
| Jugador | Selección          | Goles          | Asistencias    | Minutos        |
| Victor Moses | Chelsea F. C.      | 0              | 2              | 135'           |
| Andrea Poli | A. C. Milan        | 0              | 2              | 180'           |
| Isco | Real Madrid C. F.  | 0              | 2              | 225'           |
| Paco Alcácer | Valencia C. F.     | 0              | 1              | 90'            |
| Aly Cissokho | Valencia C. F.     | 0              | 1              | 90'            |
| Romelu Lukaku | Chelsea F. C.      | 0              | 1              | 109'           |
| Juninho | Los Ángeles Galaxy | 0              | 1              | 128'           |
| Kevin-Prince Boateng | A. C. Milan        | 0              | 1              | 166'           |
| Darron Gibson | Everton F. C.      | 0              | 1              | 169'           |
| Steven Naismith | Everton F. C.      | 0              | 1              | 180'           |
| Javi Fuego | Valencia C. F.     | 0              | 1              | 180'           |
| Luka Modrić | Real Madrid C. F.  | 0              | 1              | 191'           |

### Clasificación
| Equipo | Equipo               | Pts | PJ | PG | PE | PP | GF | GC | DG | Rend   |
| ------ | -------------------- | --- | -- | -- | -- | -- | -- | -- | -- | ------ |
| 1      | Real Madrid C. F.    | 6   | 3  | 3  | 0  | 0  | 8  | 3  | +5 | 100%   |
| 2      | Chelsea F. C.        | 4   | 3  | 2  | 0  | 1  | 5  | 3  | +2 | 66,67% |
| 3      | A. C. Milan          | 4   | 3  | 2  | 0  | 1  | 4  | 3  | +1 | 66,67% |
| 4      | Los Ángeles Galaxy   | 2   | 3  | 1  | 0  | 2  | 4  | 6  | -2 | 33,33% |
| 5      | Valencia C. F.       | 4   | 3  | 2  | 0  | 1  | 6  | 2  | +4 | 66,67% |
| 6      | Everton F. C.        | 2   | 3  | 0  | 1  | 2  | 2  | 4  | –2 | 33,33% |
| 7      | F. C. Internazionale | 2   | 3  | 0  | 1  | 2  | 1  | 7  | –6 | 33,33% |
| 8      | Juventus F. C.       | 2   | 3  | 0  | 2  | 1  | 3  | 5  | –2 | 33,33% |

| Predecesor: 2012 | International Champions Cup ex World Football Challenge 2013 | Sucesor: 2014 |